# 朱惟𤌍
永興恭定王朱惟𤌍（1522年2月22日—1574年2月9日），明朝秦藩第六代永興王，永興莊定王朱秉櫸之庶長子，生母次妃丁氏。

## 生平
嘉靖元年正月二十六日（1522年2月22日）生。嘉靖十二年（1533年），永興莊定王朱秉櫸去世。嘉靖十六年（1537年）十二月，明世宗遣使前往西安冊封朱惟𤌍。嘉靖十七年二月初三日（1538年），朱惟𤌍接受冊命，襲封永興王。
隆慶二年（1568年），朱惟𤌍上疏自稱父永興莊定王朱秉櫸為永興榮惠王朱誠瀾的堂姪，襲爵不合例，冒封至今。明穆宗答復稱，其能據法自首，因此保留爵位終身，而子孫不再傳襲。
萬曆二年正月十八日（1574年2月9日）薨，享年五十三歲，在位三十七年。萬曆四年四月初九日（1576年5月7日），獲諡恭定。同年，其嫡長子朱懷填受命管理府事。

## 家庭

### 妻
- 王氏，嘉靖三十五年（1556年）冊為永興王妃[4]

### 子
- 朱懷填

### 女
- 寧遠縣主
- 其余二女

## 墓葬
萬曆四年十二月二十七日（1577年1月15日），朱惟𤌍葬于西安府咸寧縣鮑陂里鳳棲之原。2015年9月－10月，在西安地铁4号线航天城车辆段项目基础建设中，西安市文物保护考古研究院發掘了朱惟𤌍夫婦的合葬墓，出土文物50余件。

大明秦府永興王謚恭定壙誌

　　王惟𤌍，乃莊定王之子。母妃丁氏。嘉靖元

　　年正月二十六日生。嘉靖十七年二月初

　　三日，

册封爲永興王。萬曆二年正月十八日疾薨，享

　　年五十有三。妃王氏。生子一人，

賜名懷填。女三人，一女封寧遠縣主，二女尚幼。

上聞訃，輟視朝一日，遣官諭祭，命有司治喪如

　制。文武官皆致祭焉。萬曆四年四月初九日，

謚封恭定王。於十二月二十七日，塟于鮑陂祖

　　塋鳳棲之原。嗚呼！

　　王以宗室至親，爲國藩輔，茂膺封爵，富貴

　　兼隆。兹以命終，夫復何憾。爰述其㮣，納諸

　　幽壙，用垂不朽云。

　　　　　　　　　不肖男懷填泣血立石。